# Thibaut Boidin
Pour les articles homonymes, voir Boidin.
Thibaut Boidin est un comédien français, né le 4 janvier 1979 à Seclin. Il fut élève de Marcel Marceau entre 2001 et 2003. Il est membre de l'Académie des Molières depuis 2016. Il est également l'un des membres fondateurs de la société de production Birdy Prod (fondée en 2020).

## Biographie
Thibaut Boidin commence sa carrière à 20 ans dans Les Âmes câlines, long-métrage réalisé par Thomas Bardinet. Il y incarne Sébastien, fils tourmenté de Jacques (François Berléand) et Christine (Aurore Clément), aux côtés de Micheline Presle, Jean-Claude Dauphin, Yoann Sover et Valérie Donzelli.
Il rencontre le succès en incarnant Peter Pan, dans la pièce du même nom adaptée de James Matthew Barrie, mise en scène par Guy Grimberg en 2005. La pièce se joue à Paris (Théâtre des Variétés, Bobino (Paris)) et dans toute la France, pendant 20 années consécutives. Des représentations ont lieu également à Tunis (Tunisie), Casablanca (Maroc) et Beyrouth (Liban). À ce jour, le spectacle totalise plus de 800 000 spectateurs. 
De cette expérience naît le livre La Peau de Peter, publié en février 2011. 
Parmi ses rôles importants, on notera également son interprétation du jeune Alexis Voinov dans Les Justes de Albert Camus, mis en scène par Marie de Oliveira en 2006.
En janvier 2014, il réalise et apparaît dans le clip de « Débutante », de la chanteuse RoBERT.
Thibaut Boidin participe régulièrement à l'écriture et la mise en scène de différents spectacles :
- Les Passants du couloir rouge, 2e prix national culture action 2001
- J'veux des histoires, prix du public mimos 2003

En janvier 2012, il crée le seul en scène Denise Jardinière vous invite chez Elle, dans lequel il incarne une étrange gouvernante. Le spectacle compte à ce jour plus de 500 représentations à travers la France et la Belgique. Ce spectacle reçoit les prix suivants :  
- Meilleur spectacle au festival OFF AVIGNON 2019 et 2024 (décerné par Avignon à L'unisson)
- Prix du Public au festival de Théâtre de Solliès-Pont 2025
- Prix de la presse au festival de Théâtre de Solliès-Pont 2025

## Théâtre
Entre 1993 et 1997, Thibaut Boidin fait partie de l'atelier jeune de la troupe du Grand Arroi. Il y joue plus d'une quinzaine de pièces dont Ubu roi de Alfred Jarry, Le Songe d'une nuit d'été de William Shakespeare ou encore La Grande Muraille de Max Frisch, sous la direction de Serge Bagdassarian et Laurent Petit Brunozzi.
- 2004 : Peter Pan à la rescousse, d'après James Matthew Barrie, M.E.S Emmanuel Lenormand
- 2004 : La polka est-elle une punition ?, auteurs divers, M.E.S Maybeline Quenneson
- 2005 : Peter Pan, Théâtre des Variétés de James Matthew Barrie adapté par Martine Nouvel M.E.S Guy Grimberg
- 2006 : Les Justes, d'Albert Camus, M.E.S Marie de Oliveira
- 2006 : Le Gîte rural et Le Tonneau, M.E.S Maria-Grazia Sansone
- 2006 : Peter Pan en tournée, de James Matthew Barrie adapté par Martine Nouvel M.E.S Guy Grimberg
- 2007 : La Patrouille romaine, M.E.S Jean-Claude Cotillard
- 2007 : Les Contes de la rue Brocca, Palais des Glaces, de Pierre Gripari, M.E.S. Guy Grimberg
- 2007 : Peter Pan en tournée, de James Matthew Barrie adapté par Martine Nouvel M.E.S Guy Grimberg
- 2008 : Peter Pan en tournée, de James Matthew Barrie adapté par Martine Nouvel M.E.S Guy Grimberg
- 2009 : La légion recrute, M.E.S Pascal Légitimus
- 2009 : Peter Pan en tournée, de James Matthew Barrie adapté par Martine Nouvel M.E.S Guy Grimberg
- 2010 : La légion recrute, M.E.S Pascal Légitimus
- 2010 : Peter Pan en tournée, de James Matthew Barrie adapté par Martine Nouvel M.E.S Guy Grimberg
- 2011 : Peter Pan à Bobino, Bobino (Paris) de James Matthew Barrie adapté par Martine Nouvel M.E.S Guy Grimberg
- 2012 : Peter Pan à Bobino, Bobino (Paris) de James Matthew Barrie adapté par Martine Nouvel M.E.S Guy Grimberg
- 2012 : Denise jardinière vous invite chez elle, de Thibaut Boidin M.E.S Thibaut Boidin
- 2012 : Denise jardinière vous invite au Palais des Glaces Palais des glaces (Paris), de Thibaut Boidin M.E.S Thibaut Boidin
- 2013 : Denise jardinière vous invite chez elle, de Thibaut Boidin M.E.S Thibaut Boidin
- 2014 : Denise jardinière vous invite chez elle au Théâtre des Blondes Ogresses, de Thibaut Boidin M.E.S Thibaut Boidin
- 2014 : Peter Pan à Bobino, Bobino (Paris) de James Matthew Barrie adapté par Martine Nouvel M.E.S Guy Grimberg
- 2015 : Denise jardinière vous invite chez elle au Théâtre des Blondes Ogresses, de Thibaut Boidin M.E.S Thibaut Boidin
- 2015 : Peter Pan à Bobino, Bobino (Paris) de James Matthew Barrie adapté par Martine Nouvel M.E.S Guy Grimberg
- 2016 : Denise jardinière vous invite chez elle au Théâtre des Blondes Ogresses, de Thibaut Boidin M.E.S Thibaut Boidin
- 2016 : Peter Pan à Bobino, Bobino (Paris) de James Matthew Barrie adapté par Martine Nouvel M.E.S Guy Grimberg
- 2017 : Denise jardinière à Bobino, Bobino (Paris) de Thibaut Boidin M.E.S Thibaut Boidin
- 2017 : Peter Pan à Bobino, Bobino (Paris) de James Matthew Barrie adapté par Martine Nouvel M.E.S Guy Grimberg
- 2018 : Denise jardinière vous invite chez elle, Essaïon Théâtre  (Paris) de Thibaut Boidin M.E.S Thibaut Boidin
- 2018 : Peter Pan à Bobino, Bobino (Paris) de James Matthew Barrie adapté par Martine Nouvel M.E.S Guy Grimberg
- 2019 : Denise jardinière vous invite chez elle, Essaïon Théâtre  (Paris) de Thibaut Boidin M.E.S Thibaut Boidin
- 2019 : Peter Pan à Bobino, Bobino (Paris) de James Matthew Barrie adapté par Martine Nouvel M.E.S Guy Grimberg
- 2020 : Denise jardinière vous invite chez elle, (tournée France) de Thibaut Boidin M.E.S Thibaut Boidin
- 2020 : Peter Pan à Bobino, Bobino (Paris) de James Matthew Barrie adapté par Martine Nouvel M.E.S Guy Grimberg
- 2021 / 2022 : Denise jardinière vous invite chez elle, Grand Point Virgule - Paris, de Thibaut Boidin M.E.S Thibaut Boidin
- 2021 : Peter Pan à Bobino, Bobino (Paris) de James Matthew Barrie adapté par Martine Nouvel M.E.S Guy Grimberg
- 2021 / 2022 : Denise jardinière vous invite chez elle, (tournée France) de Thibaut Boidin M.E.S Thibaut Boidin
- 2022 : Peter Pan à Bobino, Bobino (Paris) de James Matthew Barrie adapté par Martine Nouvel M.E.S Guy Grimberg
- 2022 : Le sortilège du Prince Thao, Bobino (Paris) d'après Pierre Gripari, MES Guy Grimberg
- 2022 / 2023 : Denise jardinière vous invite chez elle, Grand Point Virgule - Paris, de Thibaut Boidin M.E.S Thibaut Boidin
- 2023 : Peter Pan à Bobino, Bobino (Paris) de James Matthew Barrie adapté par Martine Nouvel M.E.S Guy Grimberg
- 2022 / 2023 : Denise jardinière vous invite chez elle, Le "Confetti Tour" de Thibaut Boidin M.E.S Thibaut Boidin
- 2024 : Peter Pan à Bobino, Bobino (Paris) de James Matthew Barrie adapté par Martine Nouvel M.E.S Guy Grimberg
- 2023 / 2024 : Denise jardinière vous invite chez elle, La tournée 2023 - 2024 de Thibaut Boidin M.E.S Thibaut Boidin
- 2024 / 2025 : Denise jardinière vous invite chez elle, La tournée 2024 - 2025 de Thibaut Boidin M.E.S Thibaut Boidin

## Filmographie

### Cinéma
- 1999 : Déballages, court-métrage réalisé par Paul Laurent
- 2001 : Les Âmes câlines, long-métrage réalisé par Thomas Bardinet
- 2001 : Qu'est-ce que le mime ?, court-métrage réalisé par Jeremias Nussbaum
- 2002 : L'Heure d'été, court-métrage réalisé par Thibaut Boidin
- 2003 : Inaminée, court-métrage réalisé par Thibaut Boidin
- 2004 : Kita, court-métrage réalisé par Olivier Cugnon de Sévricourt
- 2004 : Mur de son, court-métrage réalisé par Olivia Hallard
- 2014 : Débutante, clip de la chanteuse RoBERT

## Publication
- 2011 : La Peau de Peter, édité par Mon Petit Éditeur